# Hermosillo
Hermosillo é uma cidade mexicana, capital do Estado de Sonora. Localiza-se no noroeste do país, a cerca de 270 km da fronteira com os Estados Unidos.

## Localização
Ele está localizado no paralelo 29 ° 05 'de latitude norte e no oeste 110 ° 57' meridiano de Greenwich, a uma altura de 282 metros acima do nível do mar. É no centro do estado e a 270 km da fronteira com Estados Unidos. Pode-se acessar a cidade por via aérea, pelo Aeroporto Internacional Ignacio Pesqueira (HMO), com conexões para toda a república e no exterior. Em terra, se vier do sul, pela rodovia Internacional nº 15 norte. Se a chegada é a partir do norte, segue a estrada internacional nº 15 ao sul antes de chegar a Guaymas. Da Califórnia, atravessa a fronteira em San Diego e depois pega a estrada Tijuana- Santa Ana e de lá a estrada nº 15 sul.
É a sede da municipalidade de Hermosillo, cujo território totaliza 14,880.2 km², e onde vivem, de acordo com os dados do censo oficial de 2005, 701.838 habitantes.

## História
Foi fundada em 1700, e no ano de 1718 sob ordens do governador Don Manuel de San Juan e Santa Cruz, a vila foi repovoada com o nome de La Santísima Trinidad del Pitic, cujos habitantes eram em sua maioria aposentados, em 29 de setembro de 1725, os Seris assentados no Pópulos se levantaram na guerra e atacaram a aldeia de Opodepe, vitimando 22 pessoas. Eles foram perseguidos a fim de puni-los, até que o Seri pediram a paz, e em janeiro de 1726, e foram estabelecidas no Pópulo e em pontos denomindos Lares e Moraga.
Em 1741, Agustin de Vildósola fundou San Pedro de la Conquista del Pitic, que mais tarde mudou seu nome para San Miguel de Horcasitas, recebeu o atual nome em 1828. No início temia-se que o assentamento desaparecesse sem tropas, mas felizmente não aconteceu pois em 1772 Don Pedro de Corbalón ordenadou construiu o primeiro canal, considerando que a "terra do pão de tomar" merecia ser cultivada. A água potável veio do Rio Sonora. Em 14 de outubro foi feita a divisão dos lotes para os moradores, deixando assim, assegurar a sua subsistência.

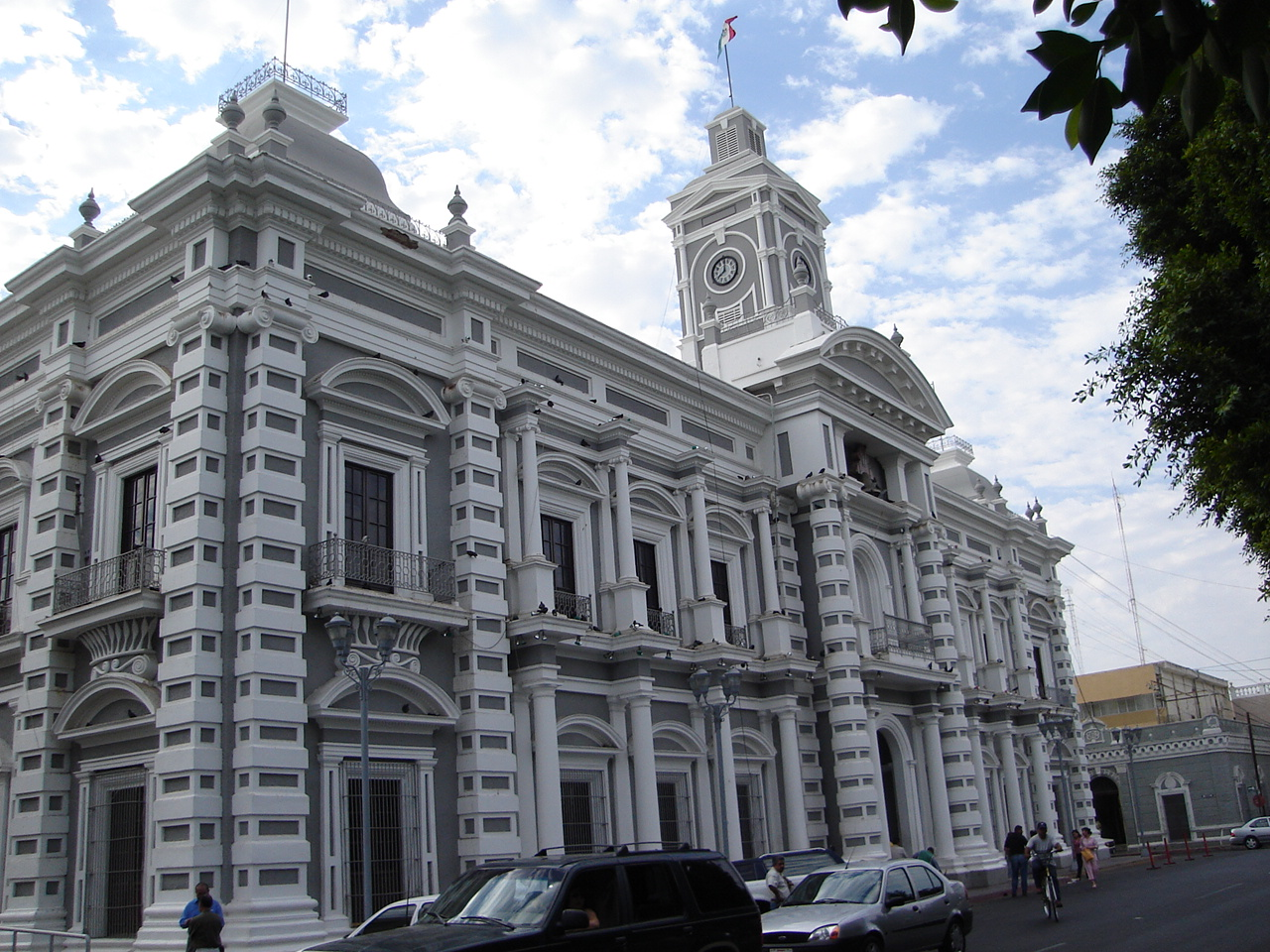
Sede do Governo do Estado de Sonora, em Hermosillo.

Durante o segundo governo Corbalón, compreendendo 1777-1787, ele construiu a primeira igreja que ali existia. A paróquia foi criada por Dom Frei Bernardo del Espiritu Santo, dezembro de 1821. Em 9 de fevereiro de 1825, a Villa del Pitic foi estabelecido como chefe do partido, no âmbito do departamento Horcasitas. Isso coincidiu com o desenvolvimento que deu inspectores real, e progrediu de forma constante. Na parte ocidental da cidade tinha uvas e pomares de citrinos, as culturas de trigo, milho e feijão.
Pelo Decreto nº77 de H. Legislatura do Estado  Ocidental, datado de 5 de setembro de 1828, ele retirou o nome de Villa del Pitic e designou o de Hermosillo, em homenagem ao General José María González de Jalisco Hermosillo, que em 1810 havia assumido a tarefa de impedir a insureeição nas terras nacionais sinaloenses. Na formação do Estado de Sonora, em 13 de março de 1831, Hermosillo tornou-se a seu capital a partir desta data até 25 de maio de 1832. Em maio de 1837 a 1842, em nome de Don Pascual Nigo e sua esposa.
O decreto nº 57, assinado pelo governador em exercício Don Francisco Serna em 26 de abril de 1879 e publicado dia 28 do mesmo mês previa: "Artigo 1. Movido temporariamente a capital do estado e residência de sede a cidade de Hermosillo. "Artigo 2. Autoriza o Poder Executivo a estatal que fornece as despesas necessárias para realizar a tradução do poder supremo, no prazo de dois meses a contar da data desta Lei, reportando-se ao Congresso dos tais custos, para aprovação .
As agências do poder executivo foram instalados na nova capital em 3 de maio do ano seguinte. O legislador local realizou a sua primeira reunião em sua nova residência em 25 de junho. O decreto nº 57 torna-se definitivo, a promulgação da Constituição do Estado de Sonora, em 15 de setembro de 1917, o artigo 28 indica que o número é definitivamente Hermosillo, capital do estado.
Entre os acontecimentos históricos de destaques, em 14 de outubro de 1852, quando na cidade uma seção de flibusteiros liderada por Gast Rousset Boulbn enfrentaram as forças nacionais, que estavam sob a direção do General Miguel Blanco de Estrada, e foram derrotado. No entanto, Rousset permaneceu por alguns dias na cidade, optando por tomar a rota de Guaymas.
Hermosillo é uma cidade industrial, concentrando empresas que atendem sobretudo ao mercado estadunidense.

## População
A maior cidade do México de acordo com os resultados do Censo da População e Habitação 2005 INEGI, onde a cidade tinha 707.890 habitantes e o município com 734.506. Grande parte do crescimento populacional da cidade é devido à industrialização pesada sofrida pela cidade, especialmente para grandes investimentos na indústria automobilística e seus fornecedores.
Aqui estão alguns dados históricos sobre a população da cidade e município de Hermosillo.
- 1990: Cidade, 406,417 habitantes; Município, 448,966 hab. (Censo Demográfico).
- 1995: Cidade, 504,009 habitantes; Município, 559,154 hab. (Primer  Conteo).
- 2005: Cidade, 707,890 habitantes;

Assim, a taxa de crescimento anual durante o último período para a cidade foi 3,13% e para o município de 2,5%.

## Economia
As principais atividades econômicas são a indústria, agricultura, pecuária, pesca e o comércio.
De acordo com o censo nacional elaborado pelo INEGI, a população economicamente ativa (PEA) no ano de 2000 foi de 238.018 habitantes dos quais 234.996 habitantes representam a PEA total ocupada, composta da siguiente maneira:
| População        | População | População       |
| ---------------- | --------- | --------------- |
| Setor            | Pessoas   | Porcentagem (%) |
| Primário         | 18.664    | 7,9             |
| Secundário       | 64.777    | 27,6            |
| Terciario        | 142.051   | 60,5            |
| Não especificado | 9.505     | 4,0             |
| Total            | 234.996   | 100             |

## Clima
O município tem duas regiões de clima diferentes. A primeira é que ao lado do mar que é deserto, com inverno bastante frio e verão muito quente. O resto do município é muito seco do lado do deserto, com variações de temperatura maior do que a área costeira. As temperaturas podem variar de um valor tão baixo como o congelamento em janeiro e fevereiro, e chegando a 48 °C entre julho e agosto. Chuvas recaem principalmente entre junho e setembro, com precipitação anual entre 75 e 300 milímetros, dependendo da localização. A maioria da vegetação é constituída de árvores de algaroba, assim como as árvores do deserto, como Pau-ferro, Palo Verde e a Acácia-amarela. A vegetação das dunas existe na Bahia de Kino. No deserto há animais como a tartaruga do deserto, cascavel, carneiro-selvagem e o lince são as espécies mais notáveis que se adaptam a este clima rigoso.
| Dados climatológicos para Hermosillo | Dados climatológicos para Hermosillo | Dados climatológicos para Hermosillo | Dados climatológicos para Hermosillo | Dados climatológicos para Hermosillo | Dados climatológicos para Hermosillo | Dados climatológicos para Hermosillo | Dados climatológicos para Hermosillo | Dados climatológicos para Hermosillo | Dados climatológicos para Hermosillo | Dados climatológicos para Hermosillo | Dados climatológicos para Hermosillo | Dados climatológicos para Hermosillo | Dados climatológicos para Hermosillo |
| Mês                                  | Jan                                  | Fev                                  | Mar                                  | Abr                                  | Mai                                  | Jun                                  | Jul                                  | Ago                                  | Set                                  | Out                                  | Nov                                  | Dez                                  | Ano                                  |
| ------------------------------------ | ------------------------------------ | ------------------------------------ | ------------------------------------ | ------------------------------------ | ------------------------------------ | ------------------------------------ | ------------------------------------ | ------------------------------------ | ------------------------------------ | ------------------------------------ | ------------------------------------ | ------------------------------------ | ------------------------------------ |
| Temperatura máxima recorde (°C)      | 33                                   | 37                                   | 36                                   | 37                                   | 40                                   | 45                                   | 45                                   | 45                                   | 44                                   | 42                                   | 36                                   | 35                                   | 45                                   |
| Temperatura máxima média (°C)        | 25                                   | 27                                   | 27                                   | 31                                   | 35                                   | 38                                   | 38                                   | 39                                   | 38                                   | 36                                   | 29                                   | 25                                   | 32                                   |
| Temperatura mínima média (°C)        | 7                                    | 8                                    | 10                                   | 13                                   | 15                                   | 19                                   | 22                                   | 22                                   | 22                                   | 18                                   | 12                                   | 8                                    | 15                                   |
| Temperatura mínima recorde (°C)      | 0                                    | 1                                    | 3                                    | 6                                    | 7                                    | 10                                   | 8                                    | 12                                   | 15                                   | 7                                    | 2                                    | 2                                    | 7                                    |
| Precipitação (mm)                    | 1                                    | 1                                    | 0                                    | 0                                    | 0                                    | 0                                    | 5                                    | 6                                    | 2                                    | 2                                    | 2                                    | 1                                    | 24                                   |
| Fonte:                               |                                      |                                      |                                      |                                      |                                      |                                      |                                      |                                      |                                      |                                      |                                      |                                      |                                      |

## Cidades-irmãs
- Culiacán, México.
- Mexicali, México.
- Ensenada, México.
- Phoenix, Estados Unidos.